# Dotterbloemgrasland van beekdalen
Dotterbloemgrasland van beekdalen is een natuurdoeltype wat voorkomt op de grens van beekdalen met de hogere zandgronden waar de waterstromen gemengd worden met kwel. Het natuurdoeltype komt tevens voor op hogere gronden die gevoerd worden door basisch kanaalwater. De bodem is nat, heeft een pH-waarde van rond de 7 en is mesotroof. De gebieden hebben een diepe grondwaterstand en overstromen zelden volledig, kleinschalige overstromingen komen echter regelmatig voor. De bodem bestaat meestal uit beekeerdgronden en/of broekeerdgronden. Het water in het gebied is grotendeels afkomstig van regenwater en grondwater.  Dotterbloemgrasland van beekdalen is verwant aan nat schraalgrasland. Het natuurdoeltype is minstens 0,5 ha groot en wordt een à twee keer per jaar gemaaid. Het natuurdoeltype werd vroeger gebruikt voor de productie van hooi.       

## Plantengemeenschappen
Binnen het natuurdoeltype dotterbloemgrasland van beekdalen kunnen meerdere plantengemeenschappen voorkomen. Niet alle plantengemeenschappen hoeven tegelijk voor te komen binnen het natuurdoeltype.
| Nederlandse naam                                 | Wetenschappelijke naam          |
| ------------------------------------------------ | ------------------------------- |
| associatie van veldrus en gevlekte orchis        | Crepido-Juncetum                |
| associatie van boterbloemen en waterkruiskruid   | Ranunculo-Senecionetum aquatici |
| bosbies-associatie                               | Scirpetum sylvatici             |
| associatie van gewone engelwortel en moeraszegge | Angelico-Cirsietum oleracei     |